# 片岡あや子
片岡 あや子（かたおか あやこ、1943年6月17日 - 1993年3月22日）は、日本の喜劇女優で、吉本新喜劇に所属した。鳥取県出身。別名「安藤禮子」「伊吹禮子」「伊吹礼子」。夫はチャンバラトリオの伊吹太郎。

## 来歴
父は興行師、母も演芸畑の人でその長女として生まれた。
前歴は歌手。1959年（昭和34年）、うめだ花月開場とともに発足した吉本新喜劇（当時は吉本ヴァラエティ）に出演。1968年（昭和43年）に吉本新喜劇へ再入団する。当時新喜劇は3チーム制だったが、実力で4人目のマドンナ役に抜擢され、1970年（昭和45年）には副座長格となる。当時の片岡はマドンナとして山田スミ子、中山美保と並び称された。1978年（昭和53年）に一線を退いたものの、しばらく出演は続いた。

## 出演

### テレビ
- サモン日曜お笑い劇場（毎日放送）
- お笑い花月劇場（朝日放送）
- 夕やけ笑劇場（朝日放送）
  - タックルでぶっとばせ![6]
  - あっちこっち丁稚[7]
  - ただいま浪人中[8]
- 花の駐在さん（朝日放送）[9]
- 吉本コメディ（読売テレビ）
- 暴れん坊将軍II 第130話「弁天様の甘い誘惑!」（1985年、テレビ朝日）- おかつ
- 遠山の金さんII (高橋英樹) 第15話「二人の男に愛された女!」（1986年、テレビ朝日）- おせい
- 水戸黄門（TBS / C.A.L）
  - 第16部
    - 第8話「仇討ち焼蛤幽霊旅籠 -桑名-」（1986年） - お仙
    - 第23話「涙で誓った盗っ人仁義 -長岡-」（1986年） - 丹沢の妻

  - 第18部 第30話「天下の嶮の悪退治 -箱根-」（1988年） - 濱屋お多賀
  - 第20部 第5話「鰻が祟った幽霊旅籠 -浜松-」（1990年） - お艶
  - 第21部 第1話「悪鬼が巣喰う岡崎城 -水戸・岡崎-」（1992年） - お粂
- 大岡越前（TBS / C.A.L）
  - 第9部 第23話「兵助に隠し子がいた！」（1986年）- お仙
- 続続・三匹が斬る! 第18話「無理心中、娘十八怨み節!」（1993年、テレビ朝日）

## レコード
- ふたり坂（東芝）